# Montes di Cerere
Segue una lista dei montes presenti sulla superficie di Cerere. La nomenclatura di Cerere è regolata dall'Unione Astronomica Internazionale; la lista contiene solo formazioni esogeologiche ufficialmente riconosciute da tale istituzione.
I montes di Cerere portano i nomi di festività associate all'agricoltura.
Sono tutti stati identificati durante la missione della sonda Dawn, l'unica ad avere finora raggiunto Cerere.

## Prospetto
| Mons           | Eponimo                                                            | Latitudine | Longitudine | Diametro |
| -------------- | ------------------------------------------------------------------ | ---------- | ----------- | -------- |
| Ahuna Mons     | Ahuna - Festa di ringraziamento del raccolto dei Sumi Naga.        | 10,4° S    | 316,2° E    | 20 km    |
| Liberalia Mons | Liberalia - Festività di epoca romana in onore di Liber e Libera.  | 5,27° N    | 311,8° E    | 90 km    |
| Yamor Mons     | Yamor - Festa dedicata al mais organizzata a settembre in Ecuador. | 85,5° N    | 12° E       | 16 km    |

## Nomenclatura abolita
| Mons       | Eponimo | Latitudine | Longitudine | Diametro | Motivazione                                |
| ---------- | ------- | ---------- | ----------- | -------- | ------------------------------------------ |
| Ysolo Mons | [ 3 ]   | 85,5° N    | 12° E       | 16 km    | Ridenominato Yamor Mons nel dicembre 2016. |